# 台灣共和國臨時政府國旗
台灣共和國國旗是1956年廖文毅在日本東京建立的台灣共和國臨時政府所使用的國旗，樣式為青地白日月，故又稱「日月旗」。

## 概要
1956年2月28日，二二八事件九週年，廖文毅等人在日本東京宣布台灣共和國臨時政府正式成立。根據「台灣共和國臨時憲法」第一章第三條，台灣共和國以青地白色日月之和平旗為國旗。青色（藍色）象徵清涼、理智，白色象徵和平、潔白與正義感。日月代表陰陽，象徵陰陽調和走中庸之道的台灣，也和台灣最重要的湖泊「日月潭」名稱一致。

## 關連項目
- 台灣民主國
- 台灣獨立運動提議國旗

## 外部連結
- 臺灣共和國（東京）臨時政府旗「藍底白色日月旗」 （页面存档备份，存于）